# World Funeral
World Funeral är det svenska black metal-bandet Marduks åttonde studioalbum. Det spelades in och mixades i The Abyss mellan september och november 2002, och släpptes 25 mars 2003 via Regain Records. Låtordningen är skapad för att ge en dynamisk blandning av atmosfärer och tempon, och låtarna turas i hög grad om att vara snabbare respektive långsammare. Att de hade både snabbare låtar och midtempolåtar var en besvikelse för många av bandets fans, som förväntat sig någonting liknande Panzer Division Marduk. Många fans anklagade bandet för att röra sig åt mainstream-hållet, medan andra uppskattade att bandet breddade sitt sound. Albumet är det första med Emil Draguntinovic på trummor, det sista med Legion på sång och B. War på bas, och även det sista som mixades av Peter Tägtgren.
Låten "Blackcrowned" är en tyngre version av "Title music from A Clockwork Orange", av den engelska kompositören Wendy Carlos, som i sin tur var en omarbetning av "Music for the Funeral of Queen Mary" av den engelska barockkompositören Henry Purcell. "Castrum Doloris" är också en metalversion av Carl Michael Bellmans begravningssång Märk hur vår skugga. Texten till den låten är en översättning av Bellmans text till engelska. Introt till "With Satan and Victorious Weapons" är taget från filmen Rosens namn, och de avslutande textraderna i "Blessed Unholy" är tagna från Exorcisten III.
Albumet släpptes på svart vinyl och bild-LP i 1500 exemplar vardera. Den finns också i ett boxset utgivet 2006 av Roadrunner Records, innehållande World Funeral-albumet, singeln till låten "Hearse", World Funeral at Party San 2003-live-DVD:n och ett samlingsbandfoto.

## Låtlista
1. "With Satan and Victorious Weapons" – 3:51
2. "Bleached Bones" – 5:20
3. "Cloven Hoof" – 3:26
4. "World Funeral" – 3:31
5. "To the Death's Head True" – 3:58
6. "Castrum Doloris" – 3:34
7. "Hearse" – 4:54
8. "Night of the Long Knives" – 5:31
9. "Bloodletting" – 5:49
10. "Blessed Unholy" – 5:02
11. "Blackcrowned" – 2:18

### Bonusspår
1. "Phantasm" (Possessed-cover; bonusspår för den japanska utgåvan)
2. "The Black..." (Live; bonusspår för den japanska utgåvan)

## Medverkande
- Legion – sång, gitarrsolon
- Morgan Håkansson – gitarr
- B. War – bas
- Emil Dragútinovic – trummor